# McKinsey & Company
McKinsey & Company, är ett amerikanskt multinationellt konsultföretag inom strategi och management. Företaget grundades av James O. McKinsey i Chicago 1926 och har idag 83 kontor i 45 länder.
Företaget dubblade sin omsättning mellan 2007 och 2017, från 5 miljarder USD till 10 miljarder USD.
McKinsey rekryterar i stor utsträckning nyutexaminerade. De senaste åren har de varit en bland de mest attraktiva arbetsgivarna vid undersökningar gjorda bland amerikanska MBA-studenter, studenter på Handelshögskolor runt om i Sverige, samt för civilingenjörsstudenter med inriktningen Industriell ekonomi.

## Samarbete med högskolor och universitet
Företaget är en av de främsta medlemmarna, benämnda Capital Partners, i Handelshögskolan i Stockholms partnerprogram för företag som bidrar finansiellt till Handelshögskolan i Stockholm och nära samarbetar med den vad gäller utbildning och forskning. 

## USA:s opioidkris
Företaget har hjälpt till att marknadsföra opioider, vilket anses vara relaterat till USA:s opioidkris. Företaget har förlikats med en koalition av 47 delstatsjurister och kommer att betala nästa 6 miljarder kronor för sin inblandning i opioidkrisen.